# NGC 6164
NGC 6164 et NGC 6165 désignent les deux lobes d'une nébuleuse en émission située dans la constellation de la Règle. Cette nébuleuse découverte par John Herschel en 1834 est à environ 3650 années-lumière du système solaire.

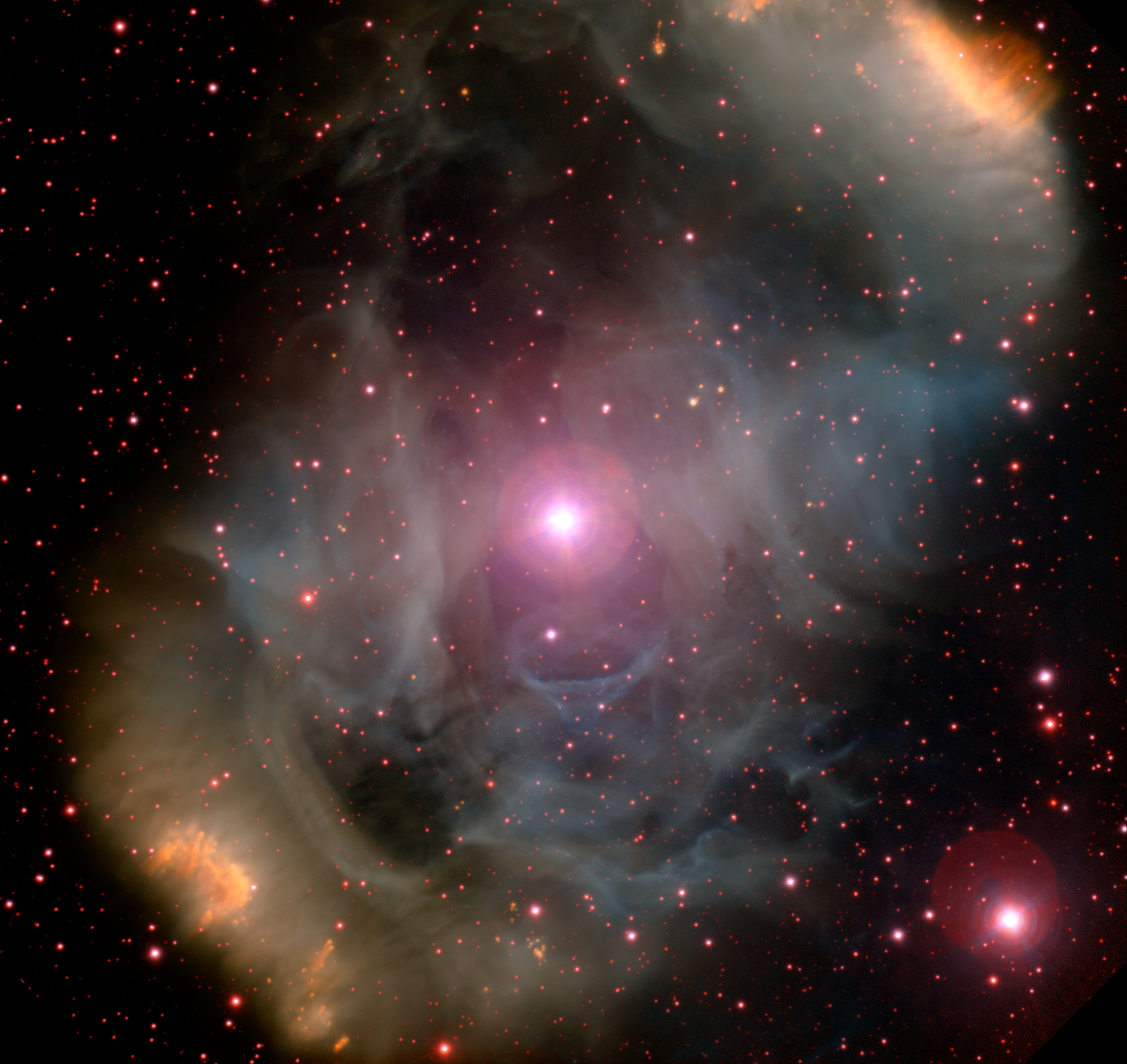
NGC 6164-65 par le télescope de l'observatoire Gemini (sud).

Sa forme lui donne l'apparence d'une nébuleuse planétaire provenant de la mort d'une vieille étoile semblable au Soleil, mais il s'agit en réalité d'une nébuleuse en émission. Le gaz de cette nébuleuse a été éjecté par l'étoile située en son centre et c'est également celle-ci qui est la source de son énergie. Dans le catalogue Henry Draper, cette étoile est désignée comme HD 148937. C'est une très jeune étoile de Type O dont l'âge se situe entre trois et quatre millions d'années,. Comme cette étoile est environ 40 fois plus massive que le Soleil, elle devrait terminer sa vie sur la séquence principale dans trois ou quatre millions d'années.